# زیفیلد
زیفیلد (به آلمانی: Seefeld, Bavaria) یک شهر در آلمان است که در بایرن واقع شده‌است.

## خصوصیات
زیفیلد ۳۴٫۸۷ کیلومترمربع مساحت دارد ۵۷۰ متر بالاتر از سطح دریا واقع شده‌است.